# 湖南省监察委员会
湖南省监察委员会是中华人民共和国湖南省的省级国家监察机关。与中国共产党湖南省纪律检查委员会合署办公。

## 沿革
2018年改革前，中共湖南省纪委、湖南省监察厅设置监察综合室、调研法规室、监督检查室、党风廉政建设室、执法监察室、行政效能监察室、案件监督管理室、纪检监察一室、纪检监察二室、纪检监察三室、纪检监察四室、案件审理室、信访室、宣传教育室、纠正部门和行业不正之风室、干部室、机关党委。
2018年1月，因湖南省监察委员会成立，该厅撤销。

## 职责
根据《中华人民共和国监察法》，国家监察机关履行监督、调查、处置职责：
1. 对公职人员依法履职、秉公用权、廉洁从政从业以及道德操守情况进行监督检查；
2. 对涉嫌贪污贿赂、滥用职权、玩忽职守、权力寻租、利益输送、徇私舞弊以及浪费国家资财等职务违法和职务犯罪进行调查；
3. 依据相关法律对违法的公职人员作出政务处分决定；对在行使职权中存在的问题提出监察建议；对履行职责不力、失职失责的领导人员进行问责；对涉嫌职务犯罪的，将调查结果移送检察机关依法提起公诉。

## 历任领导
湖南省监察厅厅长
- 谷子元（-1959年9月）
- 姚幕钟（-1992年1月）
- 邝良宇（1992年1月-1998年1月）
- 孙载夫（1998年1月-2000年11月）
- 张家良（2000年11月-2007年3月）
- 贺家铁（2007年3月-2008年8月）
- 葛洪元（2008年11月-2014年7月）
- 周农（2014年7月-2016年4月）
- 许显辉（2016年12月[3]-2018年1月）

湖南省监察委员会主任
- 傅奎（2018年1月-2021年3月）
- 王双全（2021年5月-2025年5月）
- 魏建锋（2025年5月-）